# Antoni Brzeżańczyk
Antoni Brzeżańczyk (ur. 9 stycznia 1919, zm. 26 maja 1987 w Wiedniu) – polski piłkarz i trener.

## Kariera piłkarska
Antoni Brzeżańczyk był wychowankiem Podgórza Kraków. Podczas swojej kariery piłkarskiej grał w takich klubach jak: Pogoń Mogilno, Dąb Poznań, Lechia Gdańsk, Odra Opole, AKS Chorzów, Lech Poznań, Stal Mielec, gdzie był również grającym trenerem.

## Kariera trenerska
Antoni Brzeżańczyk po zakończeniu kariery piłkarskiej został trenerem. W 1954 roku ukończył kurs trenerski w Krakowie. Pierwszym klubem w karierze trenerskiej był Stal Mielec, gdzie był grającym trenerem i doprowadził klub do awansu do III ligi i II ligi. Następnie był trenerem Polonii Bydgoszcz, Zawiszy Bydgoszcz i Resovii Rzeszów. Potem wrócił do Mielca, z którym w 1960 roku uzyskał historyczny awans do ekstraklasy.
Po odejściu ze Stali na krótko wrócił do Poznania, gdzie w 1961 roku podjął pracę z Wartą Poznań. Później nastąpiła prawdziwa trenerska karuzela w jego życiu – GKS Katowice, Olimpia Poznań, Odra Opole.
W latach 1964–1965 był trenerem młodzieżowej reprezentacji Polski, a w 1966 roku został selekcjonerem seniorskiej reprezentacji, prowadząc ją w dziewięciu meczach. Początkowo pracował samodzielnie, od września tworzył selekcjonerski tercet wspólnie z Kazimierzem Górskim i Klemensem Nowakiem. Selekcjonerski debiut Brzeżańczyka miał miejsce na chorzowskim Stadionie Śląskim, a 3 maja 1966 rywalem byli Węgrzy (remis 1:1). Ostatnim meczem, w którym znalazł się na ławce trenerskiej, był rozegrany 22 października 1966 na paryskim Parc des Princes mecz eliminacji Mistrzostw Europy przeciwko trójkolorowym (przegrana 1:2). Łącznie, bilans Antoniego Brzeżańczyka w trakcie jego niespełna półrocznej pracy z reprezentacją Polski, wynosi jedno zwycięstwo (4:0 z Luksemburgiem), trzy remisy oraz pięć porażek. Warto wspomnieć, że w czerwcu 1966 biało-czerwoni udali się na pierwsze w historii południowoamerykańskie tournee, podczas którego rozegrali dwa mecze przeciwko Brazylijczykom (przegrane 1:4 i 1:2) oraz jeden z reprezentacją Argentyny (remis 1:1). Cennym sprawdzianem drużyny prowadzonej przez Brzeżańczyka był mecz z przygotowującą się do Mistrzostw Świata reprezentacją Anglii. 5 lipca 1966 w Chorzowie goście wygrali 1:0 po golu Rogera Hunta, a już 25 dni później celebrowali na londyńskim Wembley zdobycie trofeum mistrzowskiego.
W 1969 roku został trenerem Zagłębia Wałbrzych, z którym zajął 3. miejsce w ekstraklasie w sezonie 1970/1971. W sezonie 1971/1972 został trenerem Górnika Zabrze z którym zdobył swoje jedyne mistrzostwo Polski i Puchar Polski. Następnymi klubami w jego karierze były: Zagłębie Sosnowiec, Polonia Bytom i Wisłoka Dębica.
Później wyjechał za granicę i był jednym z niewielu polskich trenerów, którzy odnosili sukcesy zawodowe na Zachodzie. Na początku kwietnia 1975 na własną prośbę rozwiązał umowę z Wisłoką Dębica i w tym samym miesiącu został trenerem holenderskiego Feyenoordu. Następnie prowadził: Rapid Wiedeń, Admirę Wiedeń, Iraklis Saloniki, PAOK FC, FC Sankt Veit, Wiener SC oraz SV Breitensee.

## Śmierć
Antoni Brzeżańczyk zmarł 26 maja 1987 roku w Wiedniu w wieku 68 lat.

## Sukcesy

### Trenerskie
Stal Mielec
- Awans do ekstraklasy: 1960

Zagłębie Wałbrzych
- 3. miejsce w ekstraklasie: 1971

Górnik Zabrze
- Mistrzostwo Polski: 1972

Feyenoord Rotterdam
- Wicemistrzostwo Holandii: 1976

Rapid Wiedeń
- Wicemistrzostwo Austrii: 1977